# 愛媛県道255号鳥井喜木津線
愛媛県道255号鳥井喜木津線 （えひめけんどう255ごう とりいききつせん）は、愛媛県西宇和郡伊方町から八幡浜市に至る一般県道である。

## 概要
西宇和郡伊方町三崎から八幡浜市保内町喜木津に至る。

### 路線データ
- 起点：西宇和郡伊方町三崎（愛媛県道256号佐田岬三崎線交点）
- 終点：八幡浜市保内町喜木津
- 総延長；71.1 km
- 未開通区間：西宇和郡伊方町松 - 西宇和郡伊方町与侈（よぼこり）

## 路線状況

### 重複区間
- 国道197号（西宇和郡伊方町名取）
- 愛媛県道254号三机港線（西宇和郡伊方町三机）

### 道路施設

#### トンネル
- 九町越トンネル：延長251 m、1986年（昭和61年竣工）、西宇和郡伊方町
- 亀浦トンネル：延長419 m、2017年（平成29年）竣工、西宇和郡伊方町

## 地理

### 通過する自治体
- 愛媛県
  - 西宇和郡伊方町 - 八幡浜市

### 交差する道路
| 交差する道路                                    | 市町村名 | 市町村名 | 交差する場所 | 交差する場所 |
| ----------------------------------------------- | -------- | -------- | ------------ | ------------ |
| 愛媛県道256号佐田岬三崎線                       | 西宇和郡 | 伊方町   | 三崎         | 起点         |
| 国道197号 / 佐田岬メロディーライン 重複区間起点 | 西宇和郡 | 伊方町   | 名取         |              |
| 国道197号 / 佐田岬メロディーライン 重複区間終点 | 西宇和郡 | 伊方町   | 名取         |              |
| 愛媛県道254号三机港線 重複区間起点              | 西宇和郡 | 伊方町   | 三机         |              |
| 愛媛県道254号三机港線 重複区間終点              | 西宇和郡 | 伊方町   | 三机         |              |
| 国道378号                                       | 八幡浜市 | 八幡浜市 | 保内町喜木津 | 終点         |

### 沿線
- 伊方町立二名津小学校
- 伊方町役場瀬戸支所
- 伊方町立三机小学校
- 伊方町立瀬戸中学校
- 四国電力伊方原子力発電所
- 喜木津簡易郵便局